# Internet Explorer 8
Internet Explorer 8 (сокращённо IE8) — восьмая версия браузера Internet Explorer, вышедшая 19 марта 2009 года для Windows XP, Windows Server 2003, Windows Vista и Windows Server 2008. Устанавливалась как браузер по умолчанию для Windows 7 и Windows Server 2008. Internet Explorer 8 является последней версией браузера с поддержкой Windows XP и Windows Server 2003.
В этой версии была исключена поддержка некоторых стандартов, поддерживаемых Microsoft, таких как CSS-выражения и значительно расширена поддержка DOM Level 2, в связи с чем на MSDN была организована информационная поддержка пользователей, мигрирующих с прежних версий браузера.
Некоторые из новых свойств:
- автоматическое восстановление вкладок после сбоя;
- «ускорители» — быстрые команды, доступные из контекстного меню: поиск в Live Search, поиск на карте, отправка по почте, перевод на другой язык, добавление в онлайн-закладки и ряд других;
- WebSlices (веб-фрагменты) — подписка пользователей на отдельные участки страниц;
- «умная адресная строка» — при вводе адреса браузер возвращает результат, основанный не только на URL ранее посещённого вами сайта, но и на заголовке страницы и других её свойствах;
- подсветка доменного имени в адресной строке;
- приватный режим работы InPrivate, позволяющий заходить на сайты, не оставляя следов в истории браузера;
- быстрое полностраничное масштабирование (управляется нажатием клавиши Ctrl и вращением колёсика мыши);
- поддержка WAI-ARIA.

В новом режиме рендеринга, называемом «режимом стандартов», включенном по умолчанию, IE8 поддерживает data: URL, HTML object fallback, тег abbr, CSS generated content и display: table display type, в дополнение к исправлениям, внесённым в процесс обработки CSS и HTML. Все эти изменения позволяют IE8 пройти тест Acid2. Безопасность, несмотря на заявления Microsoft, как и у браузеров прочих производителей, остаётся на очень низком уровне, — всего за несколько дней до релиза немецкий хакер на соревновании хакеров PWN2OWN взломал IE8 за 5 минут, также были взломаны браузеры других производителей — Safari и Mozilla Firefox.
Согласно Microsoft, главными приоритетами при разработке этой версии браузера являлись безопасность, простота использования, усовершенствования RSS и CSS, поддержка Ajax.
В конце 2012 года Google заявила о прекращении поддержки IE8 на ряде своих сайтов (таких как YouTube) в пользу IE9 и более новых версий.
Преемник IE8, обозреватель Internet Explorer 9 вышел в марте 2011 года.
Начиная с 12 января 2016 года Microsoft больше не поддерживает старые версии Internet Explorer, включая IE 8, 9 и 10.

## История
Разработка IE8 была начата не позднее марта 2006 года. В феврале 2008 года Microsoft отправляла частные приглашения для тестирования 1-й бета-версии.
На этапе разработки была функция уведомления пользователя о том, что вкладка зависла и не отвечает слишком долго, однако от неё отказались впоследствии, посчитав ненужной.